# 吴琳涛
吴琳涛（1921年—），曾用名吴秀英，女，河南濮阳人，中华人民共和国政治人物，曾任黑龙江省妇女联合会主任，第四届全国政协委员。